# Bantul
Die indonesische Ortschaft Bantul ist der Hauptort des Regierungsbezirkes Bantul.

## Geographie
Bantul befindet sich im Zentrum der Insel Java, etwa 10 km südlich der 600.000 Einwohner zählenden Stadt Yogyakarta. Es gehört zur Sonderregion Yogyakarta.

## Geschichte
Am 27. Mai 2006 wurde die Ortschaft Bantul durch das Yogyakarta-Erdbeben stark verwüstet. Etwa 80 % der Gebäude wurden zerstört. Mehr als 4100 Menschen im Regierungsbezirk kamen ums Leben.

## Persönlichkeiten
- Aldi Mahendra (* 2006), Motorradrennfahrer